# انقلاب (موسيقى)
القلب أو الانقلاب يُشير في نظرية الموسيقى إلى مفاهيم مختلفة لكنها مرتبطة، وقد يطبق على المسافات، الكوردات، الأصوات (في الطباق) والألحان. كما يلعب مفهوم الانقلاب دورا مهما في نظرية المجموعات الموسيقية.

## المسافات

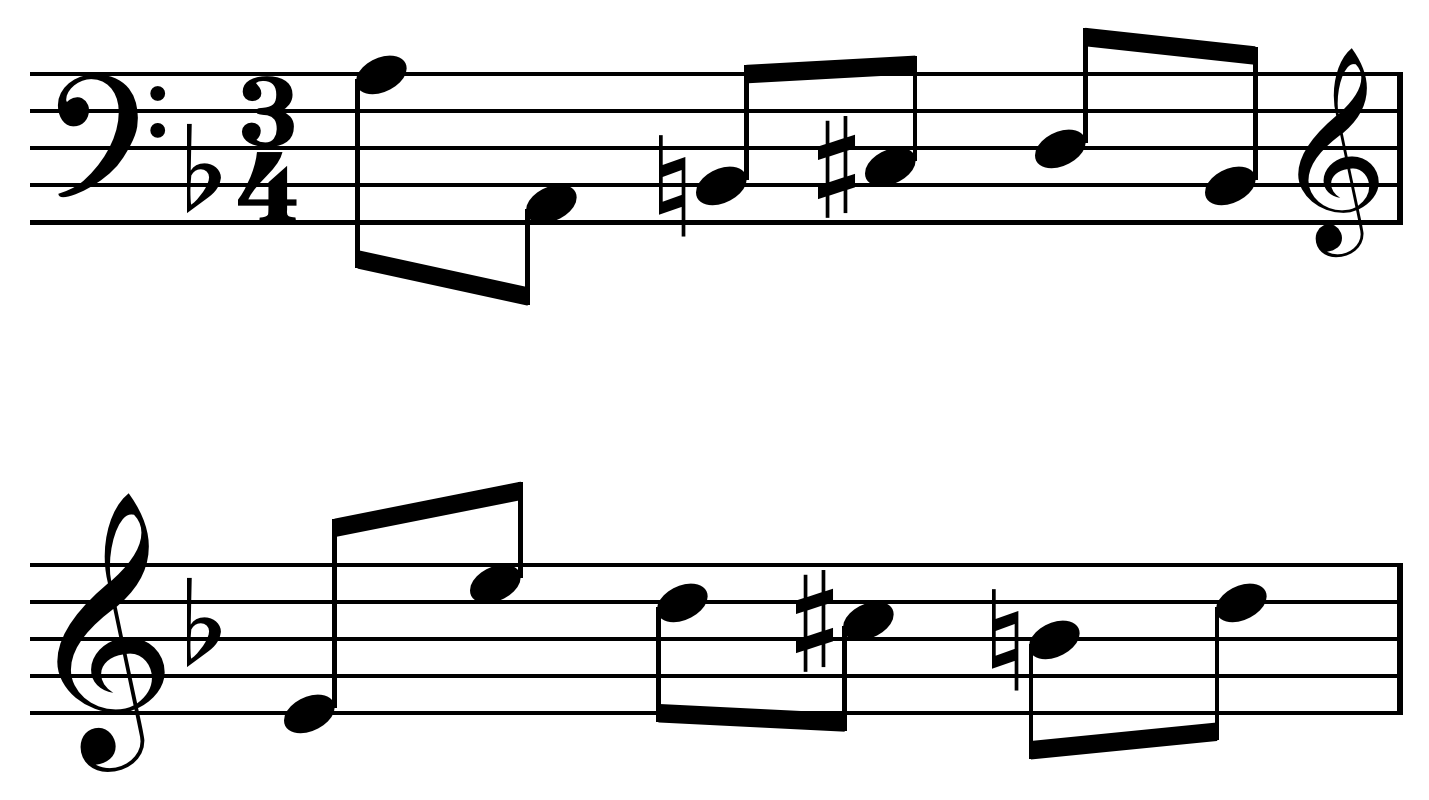

انقلاب المسافات هو جعل المسافة التي تتركب من صوتين (المسافات البسيطة) تنقلب، أي يصبح الصوت الأدنى المكون لهذه المسافة أعلى، والصوت الآخر الأعلى يصير أدنى؛ هذا نحصل عليه برفع الصوت الأول المكون للمسافة بثامنة (أوكتاف). حسابيا، نطرح العدد 9 من رقم المسافة المراد قلبها، فمثلا: المسافة الموحدة (يونيسون) إذا قلبت صارت ثامنة: (8=1-9) و المسافة الثانية تصير سابعة: (7=2-9) وهكذا دواليك.

## التآلفات
| انقلاب عدد المسافة | انقلاب عدد المسافة | انقلاب عدد المسافة |
| ------------------ | ------------------ | ------------------ |
| يونيسون            | ↔                  | اوكتاف             |
| ثانية              | ↔                  | سابعة              |
| ثالثة              | ↔                  | سادسة              |
| رابعة              | ↔                  | خامسة              |

| انقلاب جودة المسافة | انقلاب جودة المسافة | انقلاب جودة المسافة |
| ------------------- | ------------------- | ------------------- |
| مثالية              | ↔                   | مثالية              |
| كبيرة               | ↔                   | صغيرة               |
| مزيدة               | ↔                   | ناقصة               |

انقلاب التآلفات يشير للعلاقة بين أدنى نوطة في كورد معينة وباقي النوطات في هذه الكورد. على سبيل المثال، يتضمن ثالوث دو كبيرة النغمات دو، مي، وصول؛ يتم تحديد انقلاب الكورد بتحديد أي من هذه النغمات هي النوطة الأدنى (أو نوطة البيس) في الكورد. عادة ما يشير مصطلح انقلاب لكل الإمكانيات (يمكن لأي نغمة في ثالوث أن تكون هي الدنيا) لكنه قد ينحصر على الكوردات التي تكون فيها أدنى نوطة ليست أصل الكورد. قد تستعمل النصوص التالي ينحصر فيها الانقلاب على المعنى السابق مصطلح وضعية لتشير لجميع الإمكانيات كصنف.